# Göndere, Kürtün
Göndere là một xã thuộc huyện Kürtün, tỉnh Gümüşhane, Thổ Nhĩ Kỳ. Dân số thời điểm năm 2008 là 70 người.